# Zoran Jelikić
Zoran Jelikić est un footballeur serbe, international yougoslave né le 4 août 1953 à Šabac. Il évolue au poste de défenseur.

## Palmarès
- World of Soccer Cup (1977)[réf. nécessaire]
- Champion de Yougoslavie en 1977, 1980 et 1981 avec l'Étoile rouge de Belgrade.

## Sélections
- 8 sélections et 0 but avec la Yougoslavie de 1976 à 1983.